# 维维安·伍德沃德
维维安·伍德沃德（英語：Vivian Woodward，1879年6月3日—1954年1月31日），英国男子足球运动员，司职前锋。活禾特在20世紀初嶄露頭角，在英格蘭足球界享有很高的聲譽，被認為是英格蘭足球史上最偉大的射手之一。他作為隊長帶領英国国家队参加1908年和1912年夏季奥林匹克运动会足球比赛，获得二枚金牌。。從1903年到1911年，活禾特為代表英格蘭上陣23場比賽攻入29球，他場均1.26球的入球率，這一個英格蘭國家隊平均每場入球最高紀錄至今一直保持著。
第一次世界大戰期間，活禾特在英國軍隊服役，因而錯過代表車路士於1915年首次打入英格蘭足總盃決賽的機會。活禾特在戰爭期間受傷，導致他從足球界退役。